# Ministerstvo obrany Státu Izrael

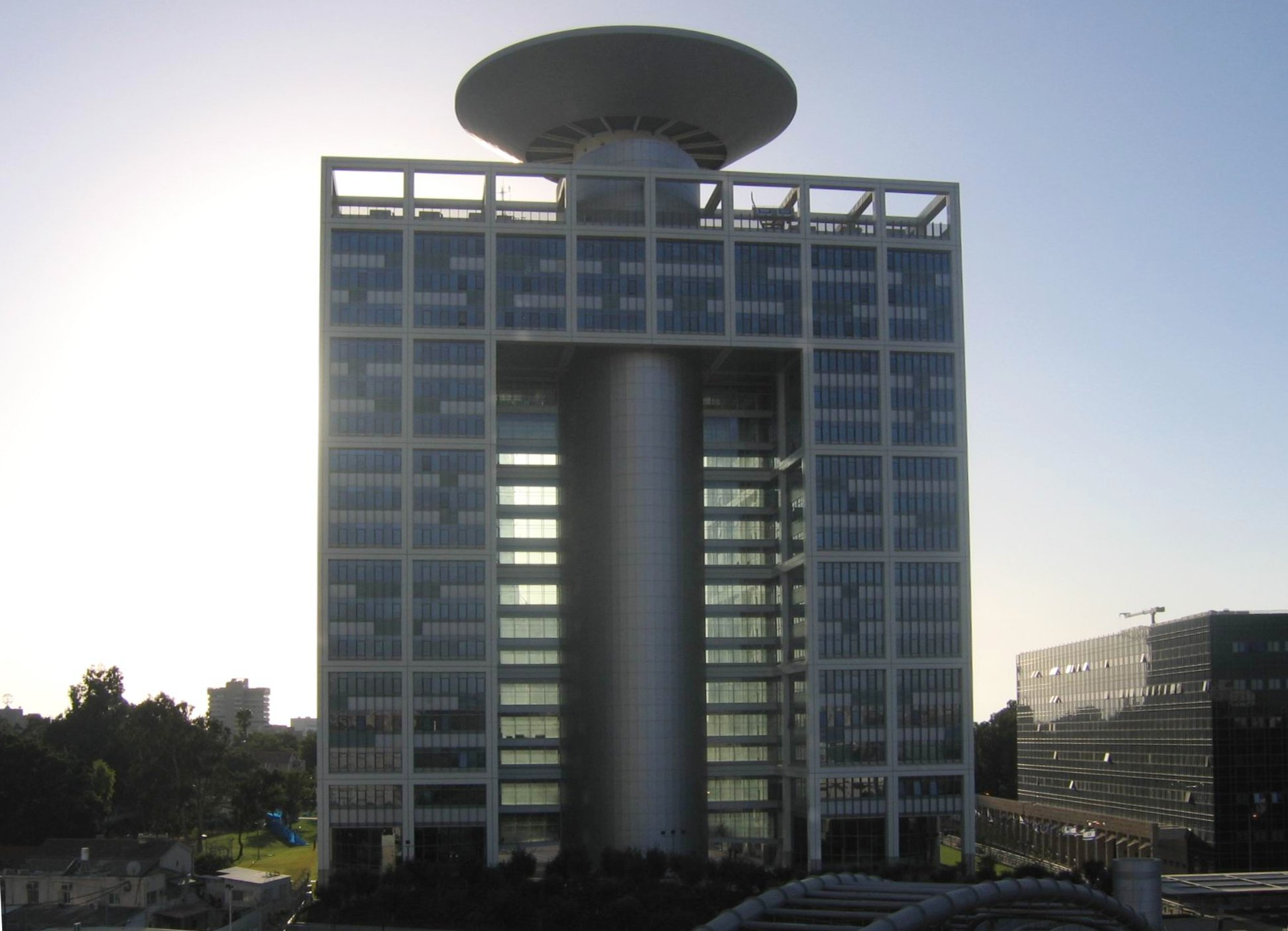
Budova ministerstva obrany v Tel Avivu

Ministerstvo obrany Státu Izrael (hebrejsky: משרד הביטחון, Misrad ha-bitachon) je ústřední orgán státní správy zodpovědný za obranu Státu Izrael před vnitřními a vnějšími vojenskými hrozbami. V jeho čele stojí ministr obrany.
Hlavní součástí ministerstva obrany jsou Izraelské obranné síly (Cva ha-hagana le-Jisrael‎).
Ministerstvo bylo založeno poté, co po vypršení Britského mandátu Palestina území opustila britská armáda a byl ustanoven Stát Izrael.